# Pyrenopeziza rubi
Pyrenopeziza rubi är en svampart som först beskrevs av Elias Fries, och fick sitt nu gällande namn av Rehm 1878. Enligt Catalogue of Life ingår Pyrenopeziza rubi i släktet Pyrenopeziza, ordningen disksvampar, klassen Leotiomycetes, divisionen sporsäcksvampar och riket svampar, men enligt Dyntaxa är tillhörigheten istället släktet Pyrenopeziza, familjen Dermateaceae, ordningen disksvampar, klassen Leotiomycetes, divisionen sporsäcksvampar och riket svampar. Arten är reproducerande i Sverige. Inga underarter finns listade i Catalogue of Life.